# Wolf Serno
Œuvres principales
(Le chirurgien ambulant écrit en 2007
Wolf Serno est un romancier allemand né en 1944 à Hambourg. 

## Biographie
Avant d’être écrivain, il travaillait notamment comme électricien et décorateur de théâtre. Après une formation en communication, il a travaillé comme rédacteur et directeur créatif dans de grandes agences de publicité et a enseigné à l’école de publicité de Hambourg. Depuis 1997 il se consacre exclusivement à l'écriture et ses romans sont traduits en de nombreuses langues.

## Œuvres en français
- Le Chirurgien ambulant, Éditions de Fallois, 2006  (ISBN 9782253119227) puis Le Livre de Poche.
- Le Chirurgien de Campodios, Éditions de Fallois, 2008  (ISBN 9782253126577) puis Le Livre de Poche.

## Œuvres en allemand

### Série des Chirurgiens
- Der Wanderchirurg: Roman. Droemer, München 2001,  (ISBN 3-426-19544-5)
- Der Chirurg von Campodios: Roman. Droemer, München 2003,  (ISBN 3-426-19557-7)
- Die Mission des Wanderchirurgen: Roman. Droemer, München 2004,  (ISBN 3-426-19683-2)
- Die Liebe des Wanderchirurgen: Roman. Droemer, München 2009,  (ISBN 3-426-50022-1)

### Autres Romans
- Tod im Apothekenhaus: Roman. Knaur-Taschenbuch, München 2003,  (ISBN 3-426-62533-4)
- Die Hitzkammer: Roman. Droemer, München 2004,  (ISBN 3-426-19594-1)
- Der Balsamträger: Roman. Droemer, München 2005,  (ISBN 978-3-426-19698-4)
- Der Puppenkönig: Roman. Droemer, München 2006,  (ISBN 978-3-426-19747-9)
- Das Spiel des Puppenkönigs: Roman. Droemer, München 2008,  (ISBN 978-3-426-19748-6)
- Die Medica von Bologna: Roman. Droemer, München 2010,  (ISBN 978-3-426-19805-6)
- Das Lied der Klagefrau: Roman. Droemer, München 2011,  (ISBN 978-3-426-19807-0)
- Der Medicus von Heidelberg: Roman. Droemer, München 2014,  (ISBN 978-3-426-65352-4)
- Die Gesandten der Sonne: Roman. Knaur HC, München 2016,  (ISBN 978-3-426-65367-8)
- Hexensarg: Roman. Knaur HC, München 2016,  (ISBN 978-3-426-50524-3)
- Die sieben Todsünden: Knaur HC, München 2018,  (ISBN 978-3-426-51721-5)